# Ivan Konstantinovič Ajvazovskij
Ivan Konstantinovič Ajvazovskij (in ucraino Іван Костянтинович Айвазовський?, Ivan Kostjantynovyč Ajvazovs'kyj, in russo Иван Константинович Айвазовский?, in armeno Հովհաննես Կոստանդինի Այվազյան?; Feodosija, 17 luglio 1817 – Feodosija, 5 maggio 1900) è stato un pittore russo.
Spirito sfuggente e vulcanico, presto Ajvazovskij (Aivazian, in armeno Այվազյան?) lasciò la sua città natale e compì lunghi viaggi in Europa, Turchia, Asia Minore, lasciandoci una cospicua mole di dipinti (circa seimila), principalmente paesaggi marini; la sua opera più celebre è La nona onda, realizzata nel 1850.

## Biografia

### Formazione artistica

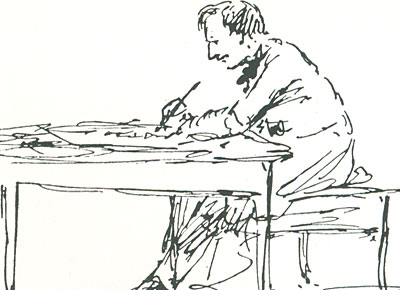
Autoritratto, 1830-1840

Ivan Ajvazovskij nacque il 17 luglio 1817 nella città di Feodosia, in Crimea, allora parte dell'Impero russo. Il padre, Konstantin (c. 1765-1840), era un mercante armeno stabilitosi a Feodosia agli inizi dell'Ottocento; la madre, Ripsime, era anch'essa nativa dell'Armenia. La coppia ebbe cinque figli (due maschi e tre femmine), con i quali Ivan condivise gli ingegnosi passatempi della fanciullezza. È considerata priva di fondamento la popolare ricostruzione effettuata nel 1901 dal biografo Nikolaj Kuz'min secondo la quale il padre di Ivan Ajvazovskij sarebbe stato un mercante di origine turca adottato da un armeno durante l'assedio della fortezza di Bender.
Il giovane Ajvazovskij fu educato alla scuola parrocchiale presso la chiesa di San Sergio, dove studiò la Bibbia, apprese le nozioni di storia e geografia del popolo armeno e approdò allo studio del disegno sotto la guida dell'architetto Jacob Koch. Passò quindi, nel 1830, al ginnasio russo di Sinferopoli, per poi iscriversi nel 1833 all'Accademia Imperiale delle Arti di San Pietroburgo, dove frequentò la scuola di pittura tenuta da Maksim Vorob'ëv. Furono questi anni assai fecondi: incontrò il poeta russo Aleksandr Puškin, conquistandosi la sua stima, ed acquisì una vastissima cultura figurativa, tanto che conseguì brillantemente il diploma nell'ottobre 1837, due anni prima del previsto.
Giudicandolo meritevole, al termine degli studi l'Accademia decise di destinargli una borsa di studio di perfezionamento all'estero; prima del viaggio sul continente, tuttavia, Ajvazovskij venne inviato in Crimea, per dipingere le città sul litorale. È in quest'occasione che si saldarono indissolubilmente i legami con l'elemento acquatico, che esercitò su di lui un'attrazione quasi fatale: conobbe anche Michail Lazarev, Pavel Nachimov e Vladimir Kornilov, ammiragli della flotta russa per la quale egli sviluppò un'appassionata devozione.

### Primo viaggio in Europa
Ajvazovskij lasciò la Crimea nel 1840. Facendo tappa a Berlino e Vienna,  si stabilì a Venezia, dove si recò sia per il suo immenso patrimonio artistico, che per rivedere l'amato fratello Gabriel, che all'epoca stava risiedendo nel monastero mechitarista dell'isola di San Lazzaro degli Armeni. San Lazzaro fu frequentata assiduamente da Ajvazovskij che - pieno di ammirazione - qui poté studiare antichi manoscritti e acquisire una certa familiarità con l'arte armena. Sempre a Venezia, inoltre, il pittore ebbe modo di incontrare il romanziere russo Nikolaj Gogol'.
Lasciata la città lagunare, il pittore si recò a Firenze, visitando le sue gallerie e i suoi musei, per poi spingersi sino al golfo di Napoli, rimanendo incantato dalla sua selvaggia bellezza: Napoli, Sorrento, Amalfi e l'isola di Capri furono luoghi che egli visitò e ritrasse tutti. Poco dopo giunse a Roma, dove dipinse l'opera Caos. Creazione del mondo: la tela, tecnicamente valida ma soprattutto permeata da una profonda spiritualità, fu subito notata e ammirata da papa Gregorio XVI. Quest'ultimo intendeva acquistare Caos per inserirla nelle collezioni vaticane: Ajvazovskij, rifiutando ogni forma di pagamento in denaro, ne fece dono al pontefice, che come ringraziamento lo insignì di una medaglia d'oro, un'onorificenza per i laici. Lo sfolgorante successo ottenuto dal pittore nell'Urbe ebbe vasta eco, tanto che in breve anche Gogol' seppe della vicenda. Le parole seguenti sono le sue:

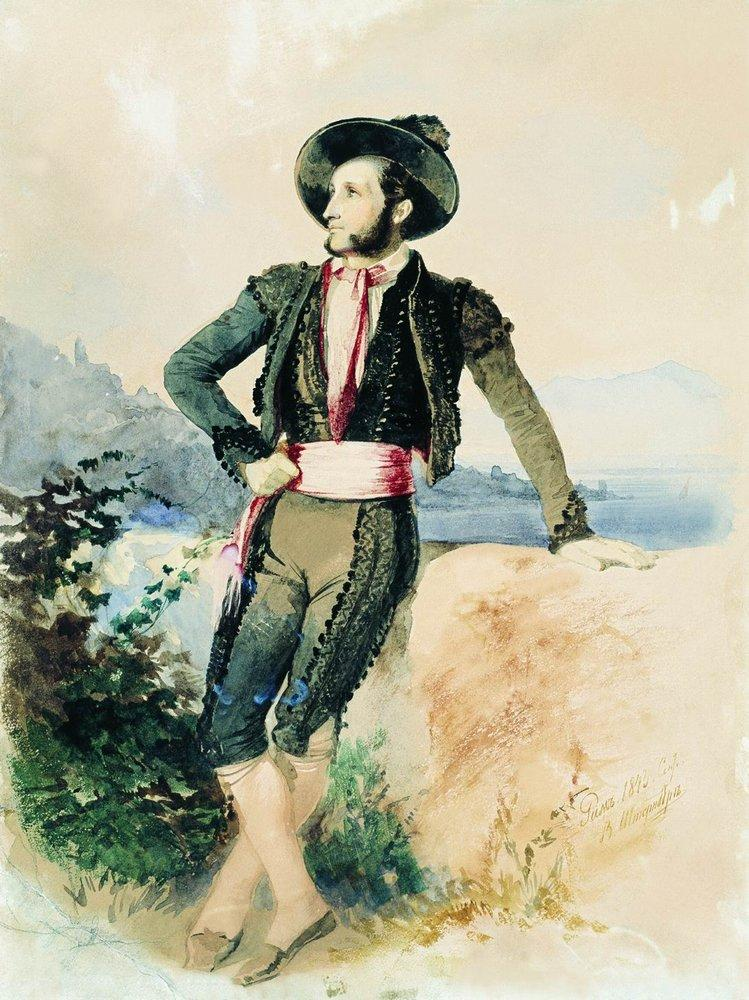
Ajvazovskij in abiti italiani, disegno del 1842 di Vasilij Sternberg

subito hai suscitato il Caos in Vaticano!»
L'influenza dell'arte italiana sul suo stile pittorico fu notevole, tanto che non esitò ad ammettere che il Bel Paese ed il suo patrimonio artistico e museale furono come una «seconda accademia» per lui. In ogni caso, Ajvazovskij abbandonò l'Italia e, attraversando la Svizzera e la Germania, sostò in Inghilterra, dove arrivò nel 1842. A Londra strinse amicizia con l'artista William Turner che, rimanendo incantato alla visione della Baia di Napoli al chiaro di Luna, stesa durante il soggiorno partenopeo, gli dedicò un intenso poema.
Prima di ritornare in patria, fu anche in Francia, dove espose tre tele veneziane al museo del Louvre (fu l'unico artista russo a farlo), e nei Paesi Bassi, dove ebbe modo di ammirare e studiare i capolavori degli antichi maestri olandesi.

### Viaggio a Costantinopoli
Ajvazovskij arrivò a San Pietroburgo nel giugno 1844. L'Accademia fu assai soddisfatta del suo viaggio in Europa, dove l'artista si era mostrato in grado di saper fondere gli insegnamenti impartiti durante gli anni universitari alle istanze del nascente gusto romantico: per questo motivo, venne prontamente insignito del titolo di Accademico. A questa onorificenza seguì il permesso di fare ritorno in Crimea, il 7
gennaio 1845, e l'importante commissione di realizzare una serie di quadri sulla flotta imperiale russa. Ajvazovskij fu totalmente assorbito in quest'impresa pittorica, tanto che nel 1848 scrisse:

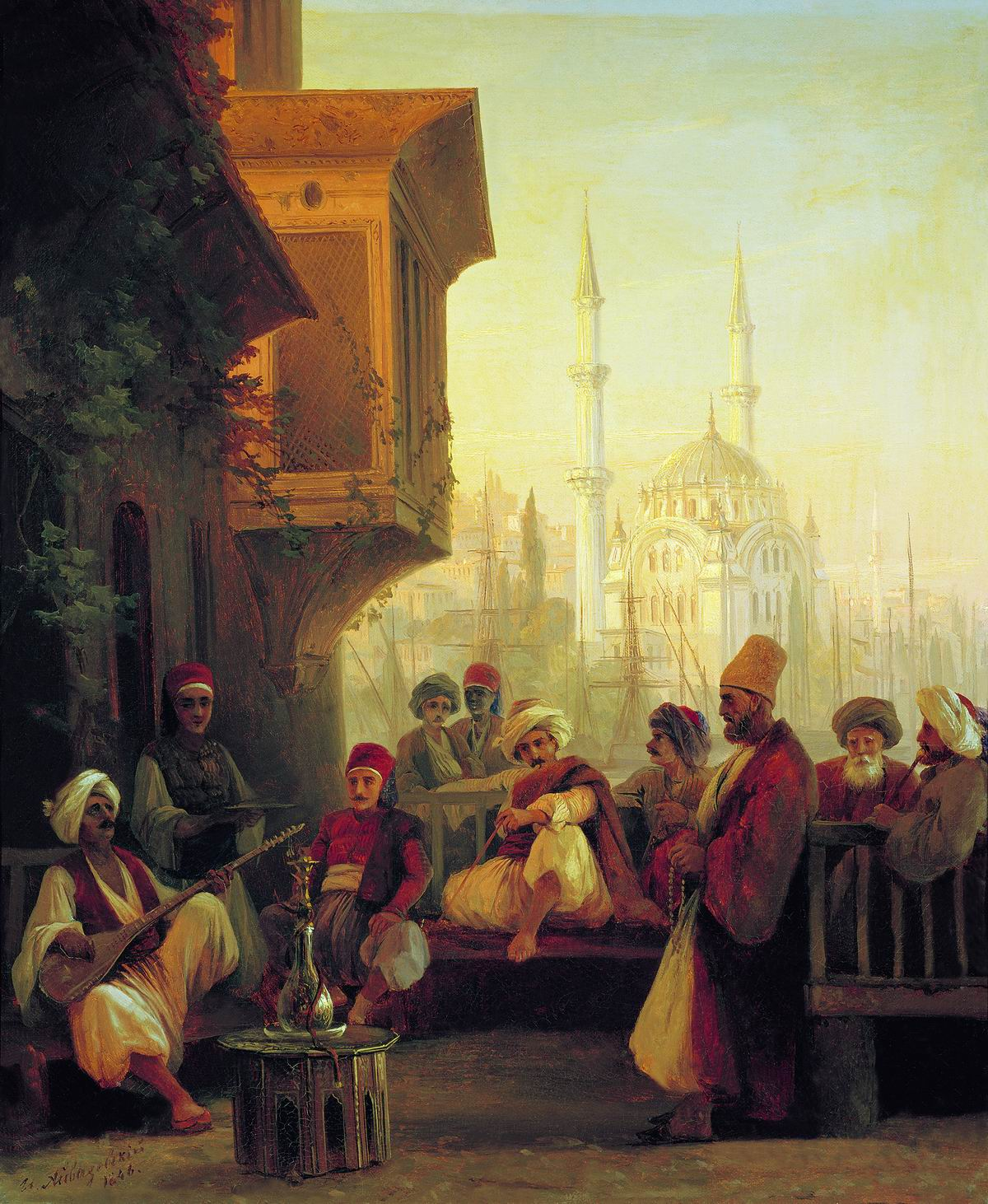
Coffee-house vicino alla moschea Ortaköy a Costantinopoli, 1846

Intanto, Ajvazovskij intraprese un secondo viaggio, stavolta a Costantinopoli, dove giunse il 6 giugno 1845 a bordo della nave Bessarabija. Insieme all'amico Konstantin Nikolaevič Romanov, Ajvazovskij ebbe modo di entrare in contatto con le comunità armene ivi residenti. Il viaggio proseguì via Smirne, in quel mese travagliata da un incendio che finì per distruggere completamente il quartiere armeno; né Ajvazovskij né la ciurma del Bessarabija furono indifferenti alla tragedia.
Dopo aver fatto quasi affrettatamente sosta alle isole di Chio, Patmo, Lemno, Lesbo e Rodi, la Bessarabija sostò nuovamente a Costantinopoli, città che fu ferventemente ammirata dall'artista («non c'è niente al mondo di più maestoso, là si possono dimenticare Napoli e Venezia», affermò) ma che soprattutto dovette costituire un'esperienza di grande rilevanza per la sua maturazione artistica. Dalla capitale ottomana, infatti, colse spunti e ispirazione per diverse sue opere, delle quali la più riuscita è probabilmente la Veduta di Costantinopoli alla luce della luna, caldamente ammirata da Valentin Aleksandrovič Serov, che scrisse:
Ritornato in Russia, Ajvazovskij poté dirsi ben soddisfatto del suo viaggio, rivelatosi molto prolifico sia dal punto di vista artistico («in tutti i posti sono riuscito a preparare dei bozzetti per i quadri», scrisse) che dal punto di vista sociale, riuscendo ad entrare in contatto con le comunità armene non residenti in Russia.

### Di ritorno a Feodosia

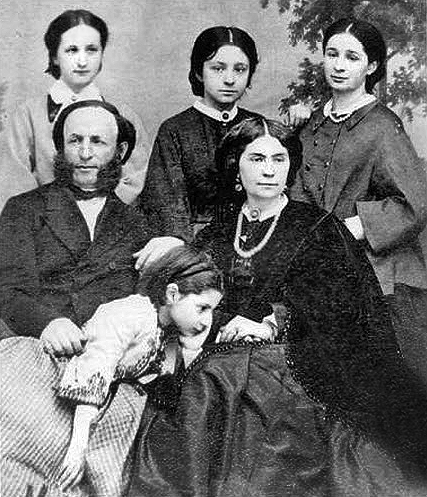
Ajvazovskij con la prima moglie, Julia, e le quattro figlie

Essendo disinteressato alle promesse di sfarzo e successo offerte da un eventuale soggiorno a San Pietroburgo, Ajvazovskij decise di trasferirsi in Crimea, dove poteva dedicarsi con tranquillità all'attività pittorica. Questa decisione venne condizionata anche dalle burrascose vicende politiche della capitale, e dal crescente numero di interventi censori messi in atto dal governo, che interessarono anche Puškin e il pittore Pavel Fedotov. Inizialmente si stabilì in una tenuta nella zona della costa meridionale della Crimea; la sistemazione fu particolarmente gradita dall'artista, che scrisse:
Successivamente fece edificare una residenza a Feodosia, in riva al mare e dotata di un largo studio. Qui lavorò alacremente, dedicandosi alla pittura, all'architettura (gli vennero commissionati diversi edifici, specialmente di culto) e all'archeologia. Diverse attività, infatti, videro impegnato Ajvazovskij in campo archeologico: anzitutto lo studio del passato della città di Feodosia, dopodiché il rinvenimento di monete, anfore, manufatti in terracotta e kurgan (tumuli sepolcrali di origine sciita), e infine la fondazione a sue spese del museo archeologico di Feodosia.

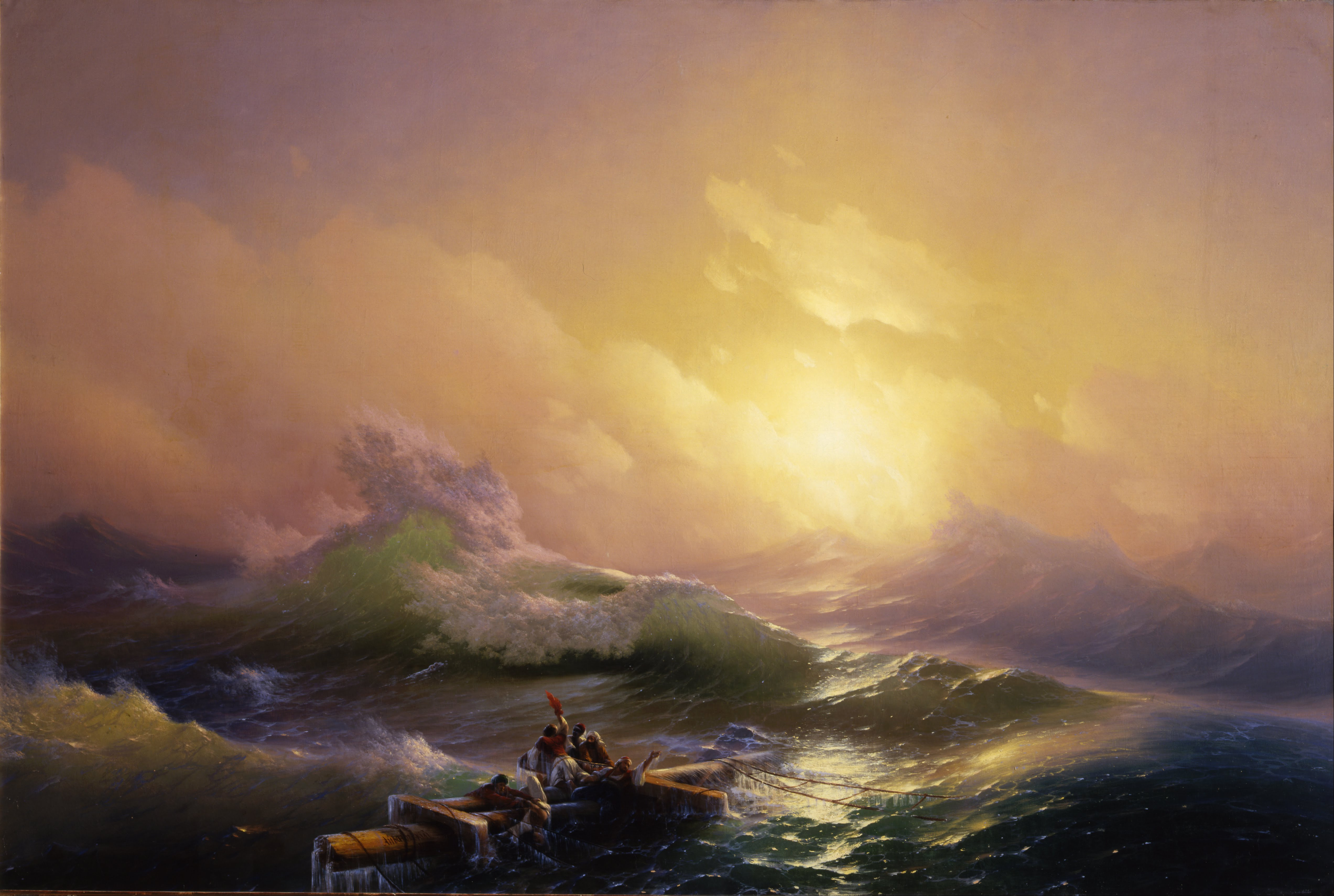
Uno dei capolavori di Ajvazovskij: La nona onda, 1850

Intanto, Ajvazovskij si invaghì di Julia Graves, una donna inglese conosciuta nella casa di una vedova aristoscratica: il matrimonio, celebrato nel 1848, fu vissuto dal pittore con grande gioia e fu coronato dalla nascita di quattro figlie, Elena (1849), Maria (1851), Alexandra (1852) e Joanne (1858). La felicità dei primi anni, tuttavia, fu velocemente compromessa dalle burrascose vicende coniugali, che spinsero i due a separarsi nel 1860 e a divorziare definitivamente nel 1877.
A lato delle vicende amorose, nel 1850 Ajvazovskij dipinse uno dei suoi quadri più noti: si tratta de La nona onda, dove viene analizzata la tensione tra l'elemento naturale e l'uomo, che nonostante le poderose forze della natura non si dà per vinto e continua stoicamente a combattere. In questi anni, inoltre, si moltiplicarono per il pittore anche i riconoscimenti ufficiali: fu insignito dell'ordine di Sant'Anna di seconda classe nel 1852, della Legion d'onore (massima onorificenza francese) e dell'ordine di Mejīdiyye nel 1857, dell'Ordine del Salvatore nel 1859 e dell'Ordine di San Vladimiro nel 1865. Sempre nel 1865 Ajvazovskij decise di inaugurare a Feodosia una scuola-laboratorio per giovani pittori talentuosi, così da favorire la loro istruzione artistica.

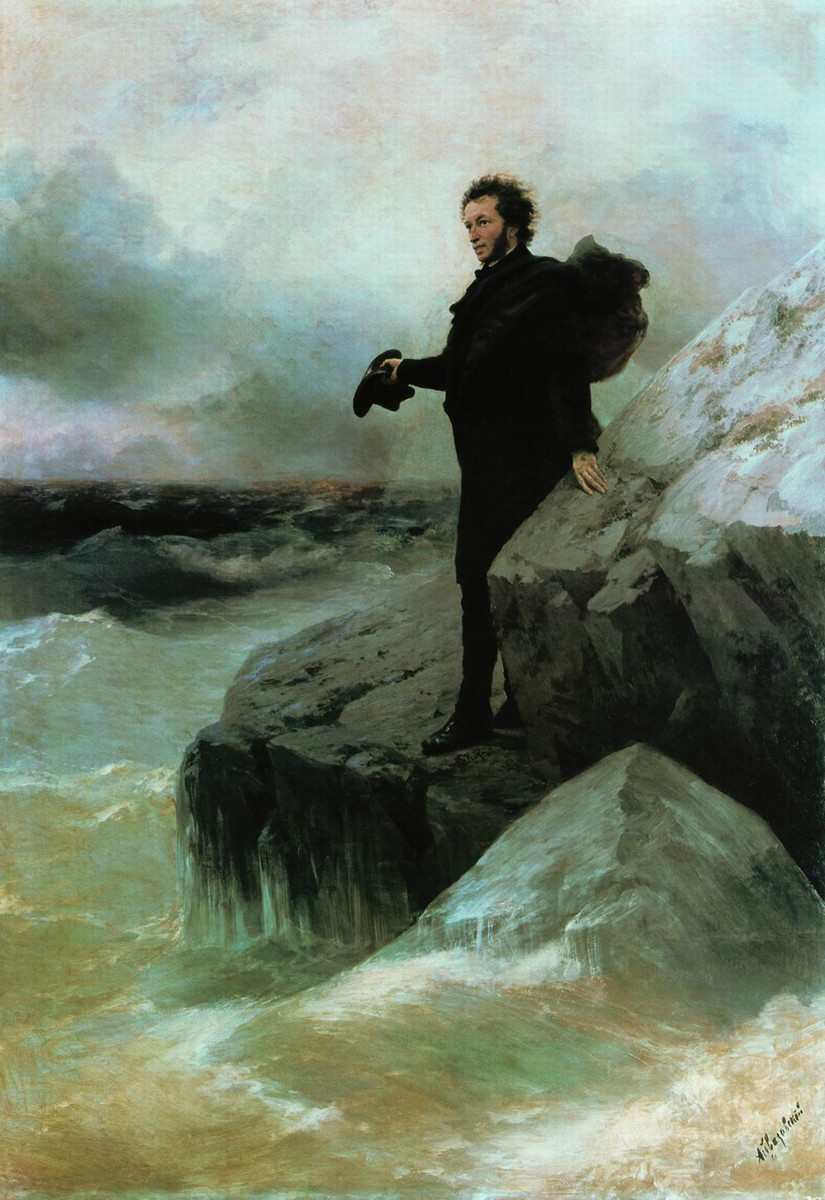
L'addio al mare di Puškin, 1877

### All'apice del successo: 1860-1880
Ormai all'apice del successo, Ajvazovskij nel 1867 si recò nuovamente a Costantinopoli, stavolta in veste di accompagnatore di Sergej Aleksandrovič e Marija Aleksandrovna, rampolli della casata imperiale. Questo viaggio, che durò tre settimane, consentì al pittore di rivedere una città alla quale era profondamente legato, ma soprattutto di accattivarsi le simpatie della Granduchessa Marija Aleksandrovna Romanova, madre dei due fanciulli, che terminato il viaggio per testimoniare la sua gratitudine fece addirittura visita al suo atelier di Feodosia.
L'autunno del 1868, invece, vide Ajvazovskij visitare il Caucaso: Tiflis, in particolare, fu una città che amò molto, essendo per due terzi popolata da Armeni (vi tenne anche un'esibizione di suoi dipinti che riscosse tra gli abitanti un successo furioso). Nel Caucaso, inoltre, Ajvazovskij ebbe l'opportunità di dipingere diversi quadri a carattere montano: notevoli quelli ritraenti il lago Sevan e il monte Ararat, privato della dimensione religiosa e permeato di umori romantici.
Furono questi anni di gloria. Nel 1872 esibì i suoi dipinti a Nizza e Firenze; la stessa città toscana, due anni dopo, avrebbe commissionato all'artista l'esecuzione di un suo autoritratto per le collezioni della Galleria degli Uffizi. Nel 1878 divenne socio onorario dell'Accademia delle Belle Arti di Stoccarda, in Germania, mentre nel 1879 fu a Francoforte e ai Paesi Bassi, per poi spingersi sino a Genova e Venezia per raccogliere materiali per uno studio complessivo su Cristoforo Colombo e i suoi viaggi. Il 17 luglio 1880 (giorno del suo compleanno), inoltre, inaugurò una galleria d'arte presso il suo atelier, la terza di tutto l'Impero dopo l'Ermitage e il museo Tret'jakov di Mosca. In questi anni, inoltre, la sua vita conobbe un ulteriore cambiamento: il 30 gennaio 1882, all'età di sessantacinque anni, Ajvazovskij sposò in seconde nozze l'armena Anna Nikitična Sarkisova, intessendo un matrimonio che si rivelerà molto felice.
Degna di menzione, infine, l'esecuzione - con la collaborazione di Il'ja Efimovič Repin - dell'opera L'addio al mare di Puškin, memorabile ritratto del poeta, qui presentato come indissolubilmente legato alle terre della Crimea.

### Ultimi anni
Nel 1892 Ajvazovskij si recò insieme alla moglie negli Stati Uniti così da partecipare personalmente alla Fiera Colombiana di Chicago, che si sarebbe tenuta l'anno successivo. Dopo una sosta di due settimane a Parigi, i due si imbarcarono per New York, dove giunsero il 13 ottobre 1892; sbarcato sul nuovo continente organizzò una mostra monografica sulla propria arte, evento che destò particolare interesse, e visitò le cascate del Niagara, che gli piacquero moltissimo.
Di ritorno dall'America, Ajvazovskij venne colto dalla notizia dei massacri hamidiani, perpetrati dal 1894 al 1896 dal sultano ottomano Abdul Hamid II. Intimamente scosso dalla tragedia patria, realizzò alcuni dipinti per commemorare le sue vittime (Massacro degli armeni di Trebisonda nel 1895, Armeni gettati vivi nel mar di Marmara, Armeni bruciati vivi dentro una nave); vinto dai sussulti d'indignazione, gettò a mare anche tutte le onorificenze che gli erano state conferite dalla Turchia. Ajvazovskij era tuttavia un uomo vegliardo, ed oltre ad aver esaurito le sue energie creative iniziò pure ad esser ricoperto di vituperi da una serie di artisti che mal gradivano i toni eccessivamente romantici dei suoi dipinti.
Ivan Konstantinovič Ajvazovskij morì infine il 5 maggio 1900, stroncato da un'emorragia cerebrale alle prime ore della notte; sinceramente pianto dai suoi contemporanei, la sua salma venne seppellita nella chiesa di San Giorgio a Feodosia.

## Produzione pittorica

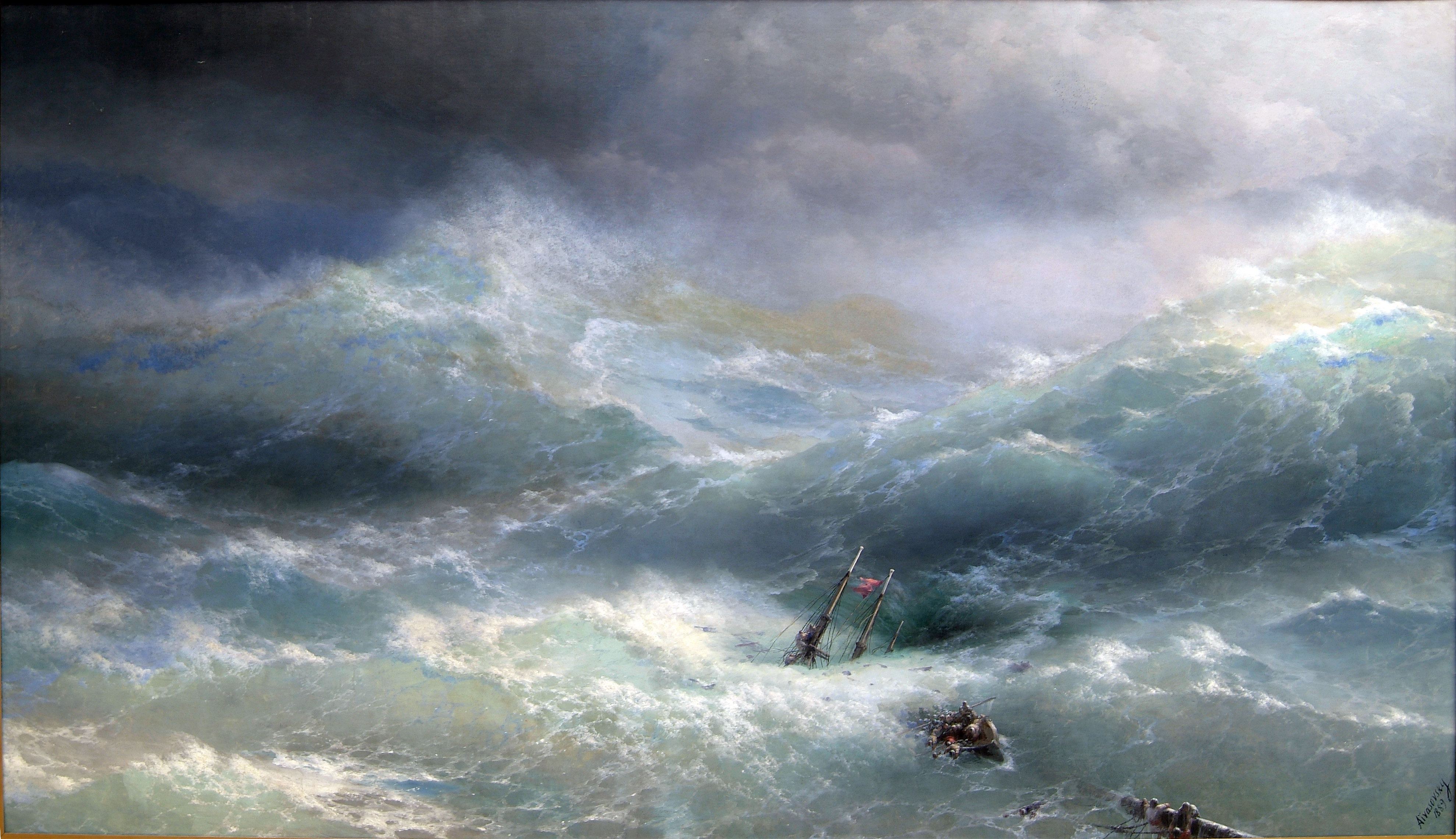
Onda, 1889

Durante i suoi sessanta anni di carriera, Ajvazovskij ci ha lasciato circa seimila dipinti, la maggior parte dei quali è a tema marino; raramente dipinse paesaggi terrestri, ed ha eseguito solo una manciata di ritratti. Ajvazovskij, nel corso della sua carriera, espose le sue opere in un totale di cinquantacinque mostre personali (numero senza precedenti); tra le più significative, si ricordano quelle tenute a Roma, Napoli e Venezia (1841-42), Parigi (1843, 1890), Amsterdam (1844), Mosca (1848, 1851, 1886), Sebastopoli (1854), Tbilisi (1868), Firenze (1874), San Pietroburgo (1875, 1877, 1886, 1891), Francoforte (1879), Stoccarda (1879), Londra (1881), Berlino (1885, 1890), Varsavia (1885), Costantinopoli (1888), New York (1893), Chicago (1893), San Francisco (1893).
Per quanto riguarda lo stile pittorico di Ajvazovskij, è assai fedele ai principi del Romanticismo. Le sue primissime opere risentono dell'influenza dei suoi insegnanti all'Accademia, Sil'vestr Ščedrin e Maksim Vorob'ëv; nel corso della sua carriera, invece, si mostrò molto sensibile all'influsso esercitato dai pittori classici, quali Salvator Rosa, Jacob van Ruisdael e Claude Lorrain. Tra le fonti d'ispirazione contemporanee si può invece annoverare Karl Pavlovič Brjullov, l'autore della celebre opera Gli ultimi giorni di Pompei, che lo stimolò lo sviluppo creativo. Per il resto, la sua adesione al gusto romantico incide su diversi aspetti della sua opera pittorica, come il drammatico uso dei colori, l'esaltazione del sentire sublime, i delicati effetti luminosi, la tendenza a raffigurare grandi scene drammatiche. Per questo motivo, quando alla metà del secolo l'arte mondiale approdò al Realismo, lo stile di Ajvazovskij venne aspramente criticato.

## Retaggio

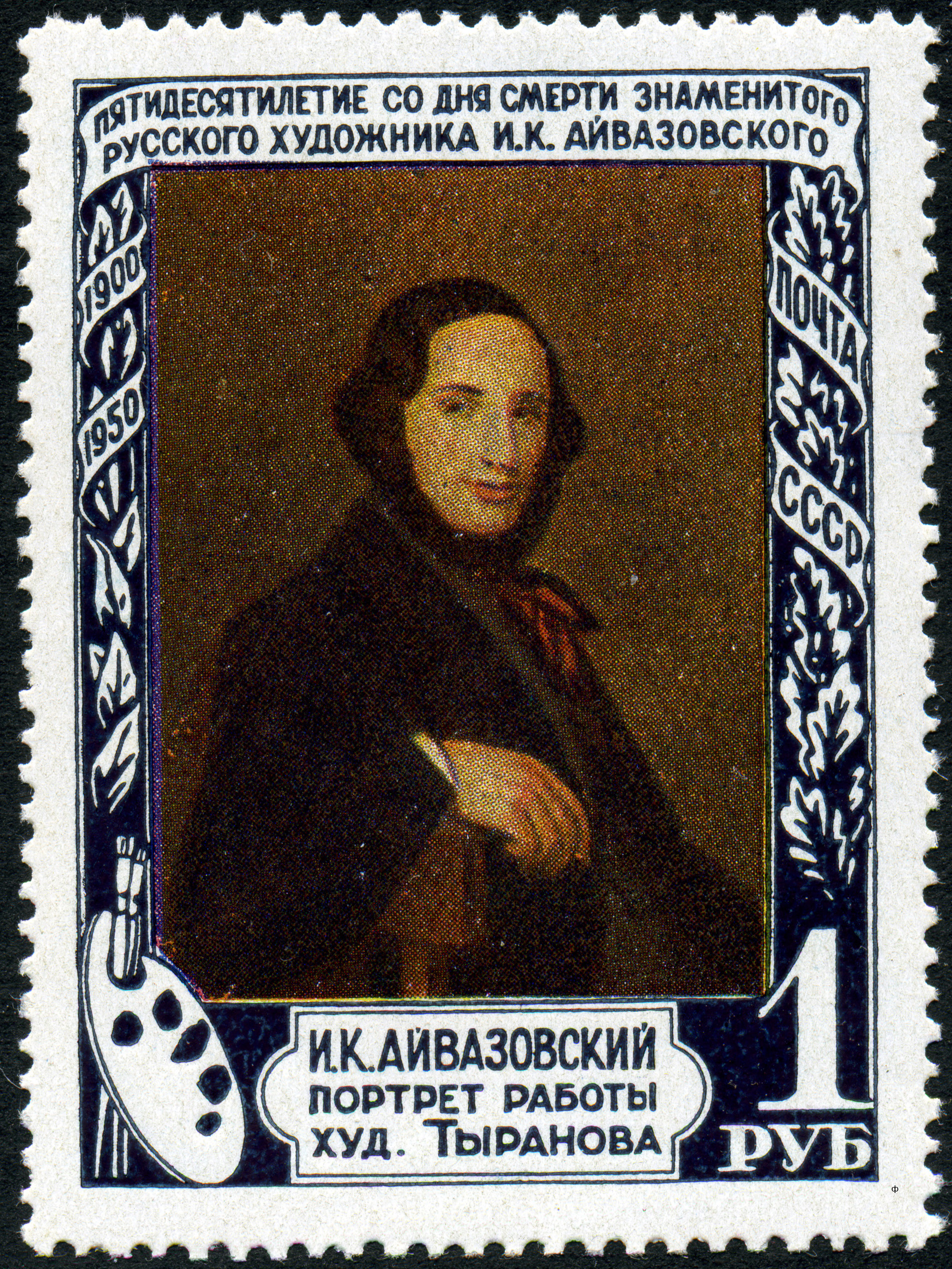
Francobollo commemorativo di Ajvazovskij emesso dall'Unione Sovietica

Descritto nel 1890 dal Dizionario Enciclopedico Brockhaus ed Efron come il «miglior pittore di paesaggi marini russo» (лучший русский маринист), Ajvazovskij è oggi unanimemente considerato uno dei più significativi artisti marini dell'Ottocento, in Russia e nel mondo. Malgrado sia - secondo la critica d'arte Janet Whitmore - relativamente sconosciuto in Occidente, in Russia il suo nome è divenuto sinonimo di arte e bellezza, a tal punto che l'espressione «esser degno del pennello di Aivazovsky» viene utilizzata per indicare, in maniera aforistica, un qualcosa di piacevole e delizioso.
I paesaggi di mare ritratti da Ajvazovskij sono stati fonte d'ispirazione per diversi artisti: primi tra tutti, Archip Ivanovič Kuindži, Michail Latri e Aleksej Ganzen. Per usare le parole del Museo di Stato russo:
A testimonianza del riconoscimento artistico di Ajvazovskij, in area slava vi sono varie strade e piazze a lui intitolate. Al pittore o alle sue opere sono stati dedicati anche diversi francobolli; tra gli omaggi filatelici più significativi vi sono quelli dell'Unione Sovietica, della Romania, dell'Ucraina e del Madagascar. Gli è stato anche dedicato un asteroide, chiamato in suo onore 3787 Aivazovskij.